# 干珠 (海防艦)
干珠（かんじゅ）は、日本海軍の海防艦。普遍的には択捉型海防艦の13番艦とされているが、海軍省が定めた公式類別では占守型海防艦の17番艦。この名を持つ帝国海軍の艦船としては練習艦干珠に次いで二代目。艦名は関門海峡東口にある干珠島にちなむ。

## 艦歴

### 竣工まで
マル急計画の海防艦甲型、第310号艦型の16番艦、仮称艦名第325号艦として計画。1943年（昭和18年）4月8日、浦賀船渠で起工。7月5日、「干珠」と命名。本籍を呉鎮守府と仮定され、占守型海防艦の17番艦に定められる。8月7日、進水。9月22日、艤装員事務所を設置。25日、艤装員長に肱岡虎次郎少佐が着任。10月30日、竣工。肱岡少佐（干珠艤装員長）は干珠海防艦長となる。同日附で、干珠艤装員事務所は撤去された。本籍を呉鎮守府籍に定められ、連合艦隊南西方面艦隊第一海上護衛隊に編入された。

### 昭和18年の行動
竣工した干珠は11月9日に横須賀を出港し、10日1600に呉に到着。13日0900に出港し、1600に門司に到着。15日、第一海上護衛隊は海上護衛総司令部指揮下となる。同日1500、陸軍配当船瑞洋丸（日東汽船、7,385トン）、貨物船安国丸（日本製鐵、5,794トン）、陸軍輸送船諾威丸（川崎汽船、5,832トン）他輸送船7隻からなる第114船団を護衛して門司を出港し、20日1300に高雄に到着。24日0830、干珠は単独で高雄を出港し、25日0230に福瑤島に到着。同地で海軍配当船五洋丸（五洋商船、8,469トン）、逓信省TM型標準タンカー一洋丸（浅野物産、5,106トン）からなるヒ21船団と合流した。これは同船団が唯一の護衛だった海防艦若宮が貨客船熱河丸（大阪商船、6,784トン）と共にアメリカ潜水艦ガジョン(USS Gudgeon, SS-211)に雷撃されて撃沈され、船団は護衛なしとなってしまったことによる。船団は同日中に出港し、26日1230に基隆に到着。27日1430に出港し、28日1421に高雄に到着。29日1700、特設運送船(給油船)さんぢゑご丸（三菱汽船、7,268トン）、陸軍輸送船諾威丸、陸軍配当船山萩丸（山下汽船、5,429トン）他輸送船16隻からなる第780船団を駆逐艦芙蓉と共に護衛して高雄を出港。船団は12月3日1400にマニラに到着するが、干珠は同日1230に船団から分離し、陸軍特殊船摩耶山丸（三井船舶、9,433トン）、にぎつ丸（石原汽船、9,547トン）からなるI船団に合流し護衛を行い、5日1230に高雄に到着。
12月7日1200、海軍給油艦大瀬、軽質油運搬艦高崎、洲埼他輸送船8隻からなるヒ23船団を護衛の駆逐艦波風と共に護衛して高雄を出港。干珠は給油艦3隻からなる第1分団を護衛した。同日2200、対潜掃討を行った後徴用船からなる第2分団の護衛に変更となった。10日、船団はサンジャックに寄港し、14日1400に昭南に到着した。18日1300、干珠は対潜掃討のため昭南を出港。翌19日1200、昭南近海で五洋丸、特設運送船朝日丸（日本郵船、9,327トン）、陸軍臨時配当船照国丸（大阪商船、3,588トン）他輸送船4隻からなるヒ24船団と合流し、護衛にあたる。28日0930、船団は高雄に到着。同地で五洋丸と特設運送船朝日山丸（三井船舶、4,551トン）、海軍一般徴用船隆洋丸（日東汽船、5,142トン）が船団から分離し、29日1800に出港。30日、基隆から陸軍病院船あらびあ丸（大阪商船、9,480トン）が船団に合流。1944年（昭和19年）1月4日、北緯34度04分 東経130度32分 / 北緯34.067度 東経130.533度の筑前大島沖で照国丸と特設運送船(給油船)睦栄丸（日東汽船、5,136トン）が衝突し、睦栄丸が沈没。同日、佐世保行きの朝日丸が船団から分離し、船団は同日1000に門司に、朝日丸も同日中に佐世保に到着した。5日0800、干珠は門司を出港し、1530に呉に到着。呉海軍工廠で整備を受ける。

### 昭和19年の行動
1944年（昭和19年）1月14日0900、干珠は呉を出港し、2040に門司に到着。20日1200、陸軍輸送船三池丸（日本郵船、11,738トン）、陸軍特殊船摩耶山丸、特設運送船(給油船)あまつ丸（石原汽船、10,568トン）他輸送船4隻からなるヒ37船団を海防艦三宅と共に護衛して門司を出港し、29日1200に昭南に到着。2月2日1300、軽質油運搬艦足摺、あまつ丸、貨客船勝鬨丸（拿捕船/日本郵船委託、10,509トン/旧米船プレジデント・ハリソン）他輸送船5隻からなるヒ38船団を護衛して昭南を出港。8日1700に高雄に到着し、9日1000に出港。13日1430に門司に到着した。14日0830、干珠は門司を出港し、1600に呉に到着。呉海軍工廠で整備を受ける。
27日0900、干珠は呉を出港し、1600に門司に到着。3月2日1810、門司を出港して2030に釜山に到着。3日0600、陸軍船団を護衛して釜山を出港し、1930に六連島に到着。8日0900、1TL型戦時標準タンカーみりい丸（三菱汽船、10,565トン）、特設運送船(給油船)玄洋丸（浅野物産、10,018トン）他輸送船1隻からなるヒ53船団を護衛して門司を出港。船団は11日1900に高雄に到着し、同地で駆逐艦天霧を加えて13日1000に出港。18日1730に昭南に到着。20日、干珠は連合艦隊に編入。
29日1840、干珠は軽質油運搬艦洲埼、玄洋丸、特設運送船(給油船)国洋丸（国洋汽船、10,026トン）からなる船団を第17駆逐隊（浜風、谷風、浦風。磯風欠）、駆逐艦浜波、早波、第102号哨戒艇と共に護衛してバリクパパンを出港。30日、第102号哨戒艇が船団から分離。4月1日、ダバオに到着し、同地で洲埼を分離した船団は8日に出港。10日にタラカンに到着。12日に出港し、14日にバリクパパンに到着した。17日、干珠は軽質油運搬艦洲埼、玄洋丸、国洋丸他輸送船1隻からなる船団を駆逐艦浦風、谷風、沖波と共に護衛してバリクパパンを出港。26日、サイパンに到着。29日、船団はサイパンを出港し、5月7日にバリクパパンに到着。干珠は同地で燃料補給を行った。
28日、干珠は海防艦三宅と共に軽質油運搬艦高崎、足摺からなる船団を護衛してサイパンを出港。翌29日、悲惨な光景が航海中の船団の目の前に広がるようになる。17日、第3503船団から分離してパラオに向かう輸送船団がアメリカ潜水艦フライングフィッシュ(USS Flying Fish, SS-229)、の攻撃を受け、輸送船大阪丸（日本郵船、3,740トン）、海軍徴用船台東丸（大阪商船、4,466トン）の2隻が撃沈された。その際に発生した大量の漂流物と無数の陸軍兵士の死体が海上いっぱいに広がり、船団はこれら漂流物を回避して航海を続けた。30日、船団はヤップ島に到着。6月1日、船団はヤップ島を出港し、バリクパパンへと向かう。5日、特設運送船(給油船)興川丸（川崎汽船、10,043トン）と護衛の駆逐艦水無月が合流。同日、船団は北緯06度32分 東経120度40分 / 北緯6.533度 東経120.667度のクラシアン島近海でアメリカ潜水艦パファー(USS Puffer, SS-268)に発見される。1050、パファーは合計で魚雷7本を発射。まず高崎が被雷により大爆発を起こし、巨大な水柱が上がった。護衛の三宅ではすぐに戦闘配置が発令されたが、まもなく足摺も被雷した。外れた魚雷のうち1本は三宅に向かったが、三宅はこれを回避した。三宅と干珠は爆雷攻撃を行い、三宅は浮遊する重油を確認し船体損壊音を聴取するが、パファーに被害はなかった。興川丸と水無月は先行してタウイタウイに向かった。1310、高崎は艦尾から沈没し、足摺は転覆して上下反転状態となって浮いていた。干珠は興川丸と水無月の後を追い、三宅は生存者救助を行った。足摺特務艦長の佐々木喜代治大佐の命により三宅は足摺の砲撃処分のため砲弾2発を発射し、足摺は沈没していった。救助完了後、三宅は低速でタウイタウイへ向かった。その後干珠と三宅はタラカンへ移動し、9日に特設運送船(給油船)萬栄丸（日東汽船、5,226トン）、雄鳳丸（飯野海運、5,227トン）からなる船団を護衛して出港。10日にカナンベナに到着。11日、船団はカナンベナを出港し、12日にバリクパパンに到着した。
17日、干珠と三宅は萬栄丸、雄鳳丸、栄邦丸（飯野海運、5,068トン）他輸送船1隻からなる船団を護衛してバリクパパンを出港。ベラウ川河口を経由して19日にタラカンに到着した船団は特設運送船香久丸（大阪商船、6,806トン）を分離して出港。ツルサン水道を経由して24日0800にセブ島から出港してきた第15号掃海艇、第38号駆潜艇と合流。2150、船団はギマラス湾に到着。26日、干珠と三宅は雄鳳丸船団（雄鳳丸、萬栄丸、栄邦丸）を駆逐艦栂、第38号駆潜艇、第49号駆潜艇他護衛艦1隻と共に護衛してギマラスを出港。27日、サンボアンガに到着して第38号駆潜艇を分離。28日にサンボアンガを出港し、30日にタウイタウイに到着。
7月1日、船団は給油艦鶴見を加えて出港。ツルサン水道を経由して2日にタラカン沖に到着。同地で栂を分離し、海軍徴用船鐡洋丸（大阪商船、2,130トン）を加える。3日、ベラウ川河口に到着したが、鐡洋丸が座礁したため船団から分離。自力で離礁した鐡洋丸はタラカンへ向かった。4日、船団は出港し、5日にバリクパパンに到着。10日、バリクパパンを出港。11日、ベラウ川河口に到着し、特設運送船(給油船)の第二菱丸（近海油槽船、856トン）、特設運送船安興号（拿捕船、2,906トン/元中国船安興）、1E型戦時標準貨物船の辰松丸（辰馬汽船、829トン）が船団に加わる。12日にベラウ川河口を出港し、タラカン、ツルサン水道、タウイタウイを経由し、15日にホロに到着。同地で第二菱丸、安興号、辰松丸、鶴見が分離。16日に船団はホロを出港し、16日にザンボアンガに到着。その後出港し、カラバザス、サビヤン、ビラを経由して22日にマニラに到着した。26日、干珠は萬栄丸、雄鳳丸からなる船団を海防艦三宅と共に護衛してマニラを出港。座間味島を経由して8月4日に六連島に到着。20日、連合艦隊第三十一戦隊に編入。9月1日、第三十一戦隊は第五艦隊に編入。
9月6日、干珠は呉を出港し、内海西部で海防艦三宅、満珠、笠戸、第22号海防艦、第30駆逐隊（駆逐艦皐月、卯月、夕月、秋風）、第43駆逐隊（駆逐艦竹、梅、桃）と共に対潜戦闘訓練に従事した後室積沖に停泊。7日、海防艦満珠、三宅と共に門司に移動。8日、干珠は水上機母艦秋津洲、特設運送船(給油船)良栄丸（日東汽船、10,017トン）、日栄丸（日東汽船、10,020トン）他輸送船7隻からなるヒ75船団を空母神鷹、駆逐艦夕月、卯月他護衛艦2隻と共に護衛して門司を出港。12日、基隆行きの海軍一般徴用船浅間丸（日本郵船、16,947トン）が船団から分離。かわりにモタ25船団から陸軍船瑞穂丸（大阪商船、8,506トン）を加入させる予定だったが会合に失敗。13日、船団は高雄に到着。ここでタンカー黒潮丸（東和汽船、10,518トン）、陸軍配当船大邦丸（飯野海運、10,045トン）、富士山丸（飯野海運、10,238トン）と護衛の第18号海防艦、水雷艇鵯、第28号海防艦を編入し、14日に出港。以降船団は故障や衝突に悩まされる。17日、特設巡洋艦西貢丸（大阪商船、5,350トン）、秋津洲と護衛の卯月、夕月が船団から分離してマニラに向かった。22日1600、船団は昭南に到着。
10月2日1700、干珠は良栄丸、日栄丸、黒潮丸他輸送船6隻からなるヒ76船団を空母神鷹、海防艦満珠、三宅他護衛艦3隻と共に護衛して昭南を出港。8日未明、船団は北緯14度12分 東経115度53分 / 北緯14.200度 東経115.883度の地点でアメリカ潜水艦ベクーナ(USS Becuna, SS-319)に発見される。ベクーナの雷撃により元特設水上機母艦の特設運送船君川丸（川崎汽船、6,863トン）の左舷4番船倉と5番船倉に1本ずつが命中し損傷。君川丸は水雷艇鵯と第28号海防艦の護衛でマニラへ向かった。15日1500、船団は海南島の三亜に到着。16日0425、船団は三亜を出港するが、1300に特設運送船(給油船)たらかん丸（三菱汽船、5,135トン）の船体に亀裂が発生したため同船は三亜に引き返した。17日、連合艦隊への給油任務のため良栄丸が船団から分離し、満珠は同船を三宅と共に護衛して馬公に向かった。18日0800、第25号海防艦、第32号海防艦が船団に合流。日栄丸、富士山丸、逓信省TM型標準タンカー日南丸（飯野海運、5,175トン）は海防艦倉橋、第25号海防艦の護衛で船団から分離され、三亜へ向かった。また、第32号海防艦も分離し、楡林へ向かった。20日に第8号海防艦、第130号海防艦が合流。同日、干珠は第二十一海防隊に編入。22日には馬公沖で屋代が船団に合流し、黒潮丸が馬公へ向かうため船団から分離した。25日1030、屋代が船団から分離し、佐世保へ向かった。26日1130、船団は門司に到着した。27日0710、干珠は門司を出港し、1200に呉に到着。11月1日、三井造船玉野造船所に到着し、補給と整備を受ける。同日、海防艦長が桑原哲郎少佐に交代。3日、第二十一海防隊司令海防艦となる。15日、司令海防艦を生名に変更。20日、第五艦隊は北東方面艦隊に編入される。
24日0700、干珠は三井造船玉野造船所を出港し、1500に呉に到着。27日0710に出港し、1600に門司に到着。30日0900、2A型戦時標準貨物船江ノ浦丸（日本郵船、6,968トン）、海軍配当船延長丸（日本郵船、6,888トン）、延元丸（日本郵船、6,890トン）等輸送船15隻で編成されたミ29船団を駆逐艦朝顔、海防艦生名、新南、第41号海防艦、第66号海防艦、第223号駆潜特務艇と共に護衛して門司を出港。しかし、12月1日深夜、船団はアメリカ潜水艦シーデビル(USS Sea Devil, SS-400)にレーダーにより発見される。翌2日0414、北緯30度24分 東経128度17分 / 北緯30.400度 東経128.283度の屋久島西方約150キロ地点付近で、シーデビルは魚雷4本を中型貨物船に向けて発射したものの、命中しなかった。
0424、シーデビルは魚雷2本を大型貨物船に向けて発射。40秒後、海軍給糧艦間宮の設計の基となった陸軍輸送船はわい丸（南洋海運、9,467トン）の2番船倉に魚雷1本が命中。魚雷命中により搭載していた弾薬とガソリンが誘爆して大爆発したはわい丸はわずか40秒で沈没した。0429、シーデビルは距離1,200メートルにある大型貨物船に対して、艦尾発射管から4本の魚雷を発射。0430、2AT型戦時応急タンカー安芸川丸（川崎汽船、6,895トン）の4番船倉に第1弾が、その30秒後に3番船倉に第2弾が命中。0520、安芸川丸は4番船倉の被雷部で船体が折損し、0607に沈没した。このとき沈没した輸送船には読売ジャイアンツの名投手、沢村栄治が乗船しており、この12月2日の雷撃で戦死している。『日本商船隊戦時遭難史』によれば、この日に沈没した輸送船は安芸川丸とはわい丸だけであり、沢村はそのどちらかに乗船していたと見られている。はわい丸には昭南へ進出する海上挺進第22戦隊60名、および震洋60隻、陸軍車両50両、弾薬・ドラム缶詰めのガソリン等軍需物資、満州からマニラに進出する第23師団の一部、昭南へ進出する海上挺進第22戦隊および同戦隊基地第22大隊将兵、計1843名、船砲隊及び警戒隊計83名、船長以下船員148名、合計2,074名が乗船しており、全員戦死した。安芸川丸でも陸軍高射砲隊409名、便乗者16名、鋼材、開発資材各750トンを乗せており、陸軍兵士244名、警戒隊7名、便乗者1名、船員18名が戦死したほか、救命ボートで脱出して諏訪之瀬島に漂着した生存者79名のうち、2名が死亡した。また、貨物船伯剌西爾丸（大洋興業、5,860トン）が自らが投下した爆雷の炸裂により損傷する。船団はシーデビルによる安芸川丸とはわい丸の撃沈で支離滅裂となってしまう。海軍配当船神祐丸（大阪商船、6,956トン）は日本本土へ反転。損傷した伯剌西爾丸は基隆へ、江ノ浦丸は大陸へと向かう。和浦丸（三菱汽船、6,804トン）と護衛の朝顔、それを追う貨物船くらいど丸（南洋海運、5,497トン）、1D型戦時標準貨物船第十一星丸（山下汽船、1,944トン）と護衛の生名の2つの小船団は高雄に向かったが、途中空襲を受けて生名が損傷する。3日に和浦丸以下の船団が、6日にくらいど丸以下の船団が高雄に到着した。高雄到着前の5日、第五艦隊は南西方面艦隊に編入される。残った2A型戦時標準貨物船大威丸（大阪商船、6,886トン）ほかの船団は奄美大島古仁屋に移動。その後出港するも、高雄に空襲警報が発令されたため基隆に向かうことになった。しかし間もなく空襲警報解除となり、再び高雄へ向かうこととなった。ところが各船への伝達がうまく行かず、またも船団は分裂。ほとんどが基隆に入港してしまい、10日に延長丸のみが高雄に到着。干珠は12日に基隆に入港した大威丸以下の船団を護衛して基隆を出港。14日に高雄に到着し、ミ29船団は同地で運航打切りとなった。
14日0500、干珠は生名、第41号海防艦と共に貨物船裕山丸（興国汽船、6,038トン）、同乾瑞丸（乾汽船、4,156トン）他輸送船2隻からなるタマ36船団を護衛して高雄を出港。22日、乾瑞丸が機関故障により後落。同船は船団を追及中の23日1130、北緯16度50分 東経120度18分 / 北緯16.833度 東経120.300度のダリガヨス岬西方4km地点付近で米潜ブレニー(USS Blenny, SS-324)の発射した魚雷4本が直撃し沈没した。同日、船団は北サンフェルナンドに到着。25日、第二十一海防隊は海上護衛総司令部第一護衛艦隊に編入される。
干珠はマニラに移動。日付が29日に変わった頃、海防艦生名、特設駆潜艇第十一昭南丸（日本海洋漁業統制、350トン）と共に海軍一般徴用船明隆丸（明治海運、4,739トン）、貨客船菱形丸（拿捕船/大阪商船委託、2,832トン/元米船Bisayas）からなるマタ38A船団を護衛してマニラを出港。31日1600、船団は北サンフェルナンドに到着。護衛部隊が第66号海防艦、第138号海防艦に交代することになり、3隻は船団から分離した。

### 昭和20年の行動
生名と干珠はマタ40船団の護衛に加わり、1945年（昭和20年）1月1日0345に北サンフェルナンドを出港し高雄へ向かった。しかし、3日に船団は空襲を受け、陸軍特殊船神州丸（陸軍省、8,160トン）が被弾し航行不能となったため放棄され、夜に米潜水艦アスプロ(USS Aspro, SS-309)の雷撃で撃沈された。また、陸軍特殊船吉備津丸（日本郵船、9,574トン）も直撃弾を受けて中破する。日付が4日に変わる頃、船団は高雄に到着した。4日0315、干珠は海防艦生名、能美と共に高雄を出港。途中空襲で損傷したものの、同日中に南澳島に到着。5日1300、3隻は南澳島を出港し、6日1140に高雄に到着。
10日、三宅と干珠はヒ87船団に加入して昭南に向かうことになった。高雄出発時のヒ87船団は、護衛隊（駆逐艦時雨、海防艦干珠〈第七護衛船団司令官駒沢克己少将旗艦〉、三宅、能美、倉橋、新南、屋久、第13号、第41号、第205号）と特務艦神威ふくめ油槽船6隻となっていた。13日午後、ヒ87船団は香港に到着した。香港在泊中の15日と16日、米軍機動部隊艦上機の空襲で船団は大打撃をうけ、神威等の沈没や擱座により健在のタンカーはさらわく丸（三菱汽船、5,136トン）1隻となった。17日、ヒ87A船団の旗艦として香港を出港。19日に楡林で第7護衛船団司令部が下船し、以後は干珠艦長の指揮下に昭南を目指した。20日1900、船団は楡林を出港し、接岸南下航路をとった。22日、船団は米軍の哨戒機に発見されてしまう。
24日早朝、時雨以下ヒ87A船団はタイランド湾、マレー半島東岸を速力12ノットで航行していた。船団はさわらく丸を中心に、さわらく丸の前方1.5kmに旗艦干珠、さわらく丸の左舷（右舷）1.5kmに時雨（三宅）、さわらく丸後方1.5kmに第13号海防艦が配置されていた。この時、船団はアメリカ潜水艦ブラックフィン(USS Blackfin, SS-322)、ベスゴ(USS Besugo, SS-321)に発見されていた。また同海域は米潜水艦の跳梁する難所として昭南方面の日本軍は航行しないよう心得ていたのだが、ヒ87A船団はその事を知らされていなかった。0700前、水深60m、風速4m、波浪小、雲量10、視界3000m、気温28度という条件で時雨は左舷4460mに電探反応を認める。まず船団に潜水艦警報を出そうとしたが電話は通じず、時雨は電探射撃を実行すべく、『肉眼で確認した敵潜水艦』を目標として7時3分に面舵転舵。この運動により、時雨の左舷前方に位置していたブラックフィンに絶好の射点を与えることになった。時雨に迫る2本の雷跡を発見した者もいたが、錯覚や連絡不備により艦幹部の判断を変えるには至らなかった。艦長達は、電探で捕捉した艦首方向の敵B潜水艦（ブラックフィン）と、肉眼でとらえたとされる敵A潜水艦を混同していたのである。ブラックフィンは歴戦の駆逐艦である時雨を撃沈するという大戦果をあげる事になった。0704、時雨は左30度に魚雷を発見して面舵回避を開始、この魚雷は艦尾をかすめたという。1分後、4本確認された魚雷のうち魚雷1本が時雨の左舷後部に命中した。急激に傾斜した為、ただちに総員上甲板が下令された。0710に総員退去、艦中央部で前後に分断された時雨は0715に沈没した。三宅によれば、船団最後尾にいた時雨は敵浮上潜水艦攻撃に反転したあと消息をたち、海防艦が後をおいかけると既に沈没していたという。干珠、第13号海防艦は制圧射撃を行ったが効果がなく、0815-0817、北緯05度59分 東経103度48分 / 北緯5.983度 東経103.800度の地点で米潜ベスゴがさらわく丸へ向けて魚雷を発射。魚雷1本がさわらく丸に命中したが、幸い不発だったため沈没の恐れはなかった。干珠はさわらく丸を護衛して昭南へ向かい、第13号海防艦、三宅が時雨乗組員の救助にあたった。時雨の沈没地点は北緯06度00分 東経103度45分 / 北緯6.000度 東経103.750度と記録された。26日、昭南到着直前、さらわく丸がアメリカ陸軍航空軍が航空敷設した磁気探知機雷に触れて損傷するが、沈没は免れた。船団は同日昭南に到着。
31日、干珠は延長丸、海軍配当船大江山丸（大阪商船、6,890トン）からなるヒ88C船団 を海防艦三宅、第20号掃海艇と共に護衛して昭南を出港。途中キノン湾、楡林に寄港し、同地で特設運送艦聖川丸（川崎汽船、6,862トン）を編入。2月12日、船団は空襲を受けて聖川丸が至近弾により損傷した。以後後水湾、舟山列島に寄港。同地で聖川丸が分離。金門湾、南日島を経由し、揚子江河口沖で船団は二分される。干珠以下の船団は27日に門司に到着した。同日0900、干珠は門司を出港し、1700に呉に到着。呉海軍工廠で整備と補給を受ける。
3月14日、干珠は呉を出港し、1850に部埼泊地に到着。15日0750に出港し、0840に門司に到着。18日0625、AS3作戦参加のため門司を出港。0857、部埼泊地に到着。佐世保へ向かう退避船団の護衛を行う。1415、船団護衛を終了。以後、主として的山浦を拠点に五島列島周辺海域の対潜掃蕩に従事。4月7日、第二十一海防隊の司令海防艦となる。4月25日、干珠は海上護衛総司令部第一護衛艦隊第百二戦隊に編入。
5月7日1340、干珠は新南と共に鎮海に到着。10日0700、第55号海防艦と共に出港し、1020に海軍一般徴用船(給糧船)薩州丸（國見龜吉、261トン）と会合し護衛を行う。同日1800、豆酸湾に到着し、護衛は第39号海防艦に引き継がれた。12日1255、干珠は的山浦を出港し、1940に佐世保に到着。佐世保海軍工廠で改装と整備を受ける。7月5日、第二海防隊に編入。8月1日、司令海防艦となる。
8日、干珠は海防艦保高と共に舞鶴を出港し、朝鮮半島へ向かう輸送船団の護衛にあたる。8月15日の終戦時は元山に所在。同日夕方、保高は干珠と共に舞鶴へ向かう輸送船団を護衛して元山を出港。干珠を先頭に、それに保高が続く縦隊で港口通過中、干珠の艦尾にソ連軍機が航空敷設した機雷が触れて爆発。保高は干珠を曳航して反転したが、北方よりソ連の巡洋艦2隻が元山へ接近しているとの報を受ける。これを受けて、干珠海防艦長の桑原哲郎少佐は軍艦旗降下と総員退去および注水弁（キングストン弁）開けを発令。桑原艦長以下乗員は保高に収容された。船団の出港は延期され、触雷による負傷者は元山の陸軍病院へ搬送された。干珠は北緯39度10分 東経127度27分 / 北緯39.167度 東経127.450度の元山港石炭埠頭東北東450メートル地点付近で自沈した。触雷時乗員3名戦死、50名負傷。
1945年（昭和20年）9月15日、干珠は占守型海防艦から削除され、帝国海防艦籍から除かれた。
なお、干珠は日本海軍が太平洋戦争の戦時中に喪失した最後の艦艇である。

## 艦長
艤装員長
1. 肱岡虎次郎 少佐：1943年9月25日[51] - 1943年10月30日

海防艦長
1. 肱岡虎次郎 少佐：1943年10月30日[52] - 1944年11月1日
2. 桑原哲郎 少佐：1944年11月1日[53] - 1945年10月20日[54]